# Harry Voß
Harry Voß (* 3. April 1969 in Dillenburg) ist ein deutscher evangelikaler Religionspädagoge und Autor.

## Leben und Werk
Harry Voß wuchs in Eibelshausen auf. Bereits als Jugendlicher arbeitete er in Jungschar und Kindergottesdienst der örtlichen evangelischen Kirchengemeinde mit. Er studierte in Darmstadt christliche Religionspädagogik und ist seit 1995 Kinderreferent beim Bibellesebund, wo er zehn Jahre lang die Kinderzeitschrift „Guter Start“ als verantwortlicher Redakteur leitete. Bei Kinderfreizeiten tritt er unter anderem als gitarrespielender Geschichtenerzähler auf.
Von 2007 bis 2010 veröffentlichte er die 7-bändige Kinderbuchreihe Der Schlunz. Sie ist auch Grundlage einer Filmserie, die in bislang zwei Staffeln unter der Leitung des österreichischen Regisseurs Rainer Hackstock realisiert wurde. In zwei Folgen der Serie, „Theater für den Bürgermeister“ und „Rettung in letzter Sekunde“, hat Voß jeweils einen kurzen Cameo-Auftritt als Gemeinderat. In der neunten Episode "Auf der Flucht" ist er in einer Szene als Wanderer zu sehen, zudem tritt er in einer anderen Folge einmal als er selbst auf.
2014 schrieb er für die deutsche Zeichentrickserie Schlaf Schaf, die sich biblischen Geschichten in Form von Gute-Nacht-Geschichten widmet.
Voß lebt in Gummersbach, ist verheiratet und hat zwei Kinder. Er engagiert sich in der örtlichen Kirchengemeinde und arbeitet ehrenamtlich beim CVJM (Christlicher Verein Junger Menschen) mit.

## Veröffentlichungen
- Der Schlunz (mehrteilig), erschienen beim Bibellesebund und dem Kinderlabel SCM Kläxbox:
  - Band 1. Der Schlunz. Bibellesebund, Gummersbach 2009, ISBN 978-3-87982-271-3 / SCM R. Brockhaus, Witten, ISBN 978-3-417-26032-8.
  - Band 2. Der Schlunz und die barfüßigen Riesen. Bibellesebund, Gummersbach 2007, ISBN 978-3-87982-274-4 / SCM R. Brockhaus, Witten, ISBN 978-3-417-26053-3.
  - Band 3. Der Schlunz und der geheimnisvolle Schatten. Bibellesebund, Gummersbach 2008, ISBN 978-3-87982-276-8 / SCM R. Brockhaus, Witten, ISBN 978-3-417-26073-1.
  - Band 4. Der Schlunz und der Rächer in der Nacht. Bibellesebund, Gummersbach 2008, ISBN 978-3-87982-277-5 / SCM R. Brockhaus, Witten, ISBN 978-3-417-26086-1.
  - Band 5. Der Schlunz und der unsichtbare Wächter. Bibellesebund, Gummersbach 2009, ISBN 978-3-87982-288-1 / SCM R. Brockhaus, Witten, ISBN 978-3-417-26143-1.
  - Band 6. Der Schlunz und die Spur des Verräters. Bibellesebund, Gummersbach 2009, ISBN 978-3-87982-289-8 / SCM R. Brockhaus, Witten, ISBN 978-3-417-26153-0.
  - Band 7. Der Schlunz und das letzte Geheimnis. Bibellesebund, Gummersbach 2010, ISBN 978-3-87982-290-4 / SCM R. Brockhaus, Witten, ISBN 978-3-417-26167-7.
- Der Schlunz (mehrteiliges Hörspiel: CD):
  - Folge 1. Der Schlunz. Bibellesebund, Gummersbach 2009, ISBN 978-3-87982-284-3 / SCM ERF-Verlag, Wetzlar, ISBN 978-3-86666-120-2.
  - Folge 2. Der Schlunz und die barfüßigen Riesen. Bibellesebund, Gummersbach 2009, ISBN 978-3-86666-157-8 / SCM ERF-Verlag, Witten, ISBN 978-3-86666-157-8.
  - Folge 3. Der Schlunz und der geheimnisvolle Schatten. Bibellesebund, Gummersbach 2010 / SCM ERF-Verlag, Witten 2010, ISBN 978-3-86666-158-5.
  - Folge 4. Der Schlunz und der Rächer in der Nacht. Bibellesebund, Gummersbach 2010 / SCM ERF-Verlag, Witten 2010, ISBN 978-3-86666-159-2.
  - Folge 5. Der Schlunz und der unsichtbare Wächter. Bibellesebund, Gummersbach 2011 / SCM ERF-Verlag, Witten 2011, ISBN 978-3-86666-164-6.
  - Folge 6. Der Schlunz und die Spur des Verräters. Bibellesebund, Gummersbach 2011 / SCM ERF-Verlag, Witten 2011, ISBN 978-3-86666-165-3.
  - Folge 7. Der Schlunz und das letzte Geheimnis. Bibellesebund, Gummersbach 2012 / SCM ERF-Verlag, Witten 2012, ISBN 978-3-86666-166-0.
- Der Schlunz – Medienableger & Spin-offs
  - Der Schlunz – Vorsicht bei der Ankunft! Bibellesebund, Gummersbach 2009 / SCM ERF-Verlag, Witten 2009, 9. Auflage 2010, ISBN 978-3-86666-151-6.
  - Der Schlunz – Rätsel um das Osterei. Bibellesebund, Gummersbach 2010 / SCM ERF-Verlag, Witten 2010, ISBN 978-3-86666-162-2.
  - Der Schlunz – Süßer Schrecken – saurer Schrecken. Bibellesebund, Gummersbach 2010 / SCM ERF-Verlag, Witten 2010, ISBN 978-3-86666-163-9.
  - Der Schlunz – Ran an die Geburtstagstorte. Bibellesebund, Gummersbach 2010 / SCM ERF-Verlag, Witten 2010, 4. Auflage 2014, ISBN 978-3-86666-177-6.
  - Der Schlunz und das Rätsel im Weihnachtskeks. Bibellesebund, Gummersbach 2010 / SCM R. Brockhaus, Witten 2010, ISBN 978-3-417-20755-2.
  - Der Schlunz – Das Krippenspiel: Materialien für einen schlunzigen Weihnachtsgottesdienst. Bibellesebund, Gummersbach 2011, ISBN 978-3-87982-948-4.
  - als Hrsg.: Der Schlunz: das Survivalbuch. Bibellesebund, Gummersbach 2012, ISBN 978-3-87982-960-6.
  - Der Schlunz legt los (mit DVD). Bibellesebund, Gummersbach 2014, ISBN 978-3-95568-052-7 / SCM R. Brockhaus, Witten, ISBN 978-3-417-28638-0.
  - mit Gregor Breier und Alexander Lombardi: Der Schlunz – Das Musical (CD), SCM R.Brockhaus, Witten 2016, 2. Aufl. 2017, ISBN 978-3-417-28764-6.
- Der Schlunz – Comics (Mit Jörg Peter und Raphael Bräsecke)[5]
  - Der Schlunz: das Comic-Heft. Bibellesebund, Gummersbach 2011, ISBN 978-3-87982-934-7 / SCM R. Brockhaus, Witten, ISBN 978-3-417-26399-2.
  - Der Schlunz – Sorry, Frau Rosenbaum! SCM R. Brockhaus, Witten 2013, ISBN 978-3-417-28588-8.
  - Der Schlunz – Bahn frei! Bibellesebund, Gummersbach 2014, ISBN 978-3-95568-074-9 / SCM R. Brockhaus, Witten, ISBN 978-3-417-28658-8.
  - Der Schlunz – locker bleiben!, SCM R.Brockhaus, Witten 2017, ISBN 978-3-417-28779-0.
  - Überraschung, Mama!, SCM R.Brockhaus, Witten 2018, ISBN 978-3-417-28828-5.
  - Der Schlunz – Streiche zu verkaufen, SCM R.Brockhaus, Witten 2020, ISBN 978-3-417-28878-0.
  - Der Schlunz – Streiche, Spaß und Tortenweitwurf, SCM R.Brockhaus, Witten 2022, ISBN 978-3-417-28951-0.
  - Der Schlunz – Chaos, Schreck und Sperrmüllschätze, SCM R.Brockhaus, Witten 2022, ISBN 978-3-417-28966-4.
  - Der Schlunz – Action, Wumms und Schleuderwippe (Sammelband), SCM R.Brockhaus, Witten 2024, ISBN 978-3-417-28104-0.
- mit Susanne Koch: Ein Weitschuss zuviel: spannendes Hörspiel, fröhliches Osterlied, kunterbuntes Einlegeheft (CD). Bibellesebund, Gummersbach 2011, ISBN 978-3-87982-924-8.
- Micha und die Verschwörung von Bethlehem. Bibellesebund, Gummersbach 2013, ISBN 978-3-95568-004-6.
- Micha und das Chaos im Stall: Weihnachts-CD mit coolem Einlegeheft. Bibellesebund, Gummersbach 2013, ISBN 978-3-95568-043-5.
- 13 Wochen. Bibellesebund, Gummersbach 2014 (3. Auflage 2015), ISBN 978-3-95568-078-7 / SCM R.Brockhaus, Witten, ISBN 978-3-417-28657-1.
- Gefangen in Abadonien. Bibellesebund, Gummersbach 2015, ISBN 978-3-95568-133-3 / SCM R.Brockhaus, Witten, ISBN 978-3-417-28699-1.
- Ben & Lasse – Mehrteilige Kinderbuchreihe
  - Band 1 – Agenten mit zu großer Klappe, SCM R. Brockhaus, Witten 2016, ISBN 978-3-417-28763-9
  - Band 2 – Agenten ohne heiße Spur, SCM R. Brockhaus, Witten 2017, ISBN 978-3-417-28774-5
  - Band 3 – Agenten außer Rand und Band, SCM R.Brockhaus, Witten 2017, ISBN 978-3-417-28787-5.
  - Band 4 – Agenten hinter Schloss und Riegel, SCM R.Brockhaus, Witten 2018, ISBN 978-3-417-28814-8.
  - Band 5 – Agenten als Piratenbeute, SCM R. Brockhaus, Witten 2019, ISBN 978-3-417-28854-4.
  - Band 6 – Agenten sitzen in der Falle, SCM R. Brockhaus, Witten 2021, ISBN 978-3-417-28933-6.
- Ben & Lasse – Weihnachtsbände
  - Schmuggler unterm Kirchendach: ein Weihnachtskrimi. Bibellesebund, Gummersbach 2014, ISBN 978-3-95568-076-3 / SCM R. Brockhaus, Witten, ISBN 978-3-417-28664-9.
  - Der Engel mit dem Stoppelbart (CD). Bibellesebund, Gummersbach 2014, ISBN 978-3-95568-075-6 / SCM R. Brockhaus, Witten, ISBN 978-3-417-28665-6.
  - Stille Nacht, unheimliche Nacht. Bibellesebund, Gummersbach 2015, ISBN 978-3-95568-131-9.
  - Frau Mirellis Weihnachtswunsch (CD), Bibellesebund, Gummersbach 2015, ISBN 978-3-95568-132-6.
  - Der Rucksack mit dem Diebesgut, Bibellesebund, Gummersbach, 2018, ISBN 978-3-95568-267-5
  - Mit Räubern auf der Flucht, Bibellesebund, Gummersbach, 2019, ISBN 978-3-95568-267-5
- Ben & Lasse – Medienableger
  - Das Agenten-Knobel-Rate-Buch. Geschichten zum Mitfiebern und Spurensuchen, Bibellesebund Verlag Marienheide, SCM R.Brockhaus, Witten 2018, ISBN 978-3-417-28795-0.
  - Grusel in der Tüte, SCM R.Brockhaus, Witten 2018, ISBN 978-3-417-28819-3.
- Die Gefangene des Königs. Ein Weihnachtskrimi, BLB Verlag, Gummersbach 2017, ISBN 978-3-95568-244-6.
- mit Iris Voß: Advent, Advent … mit Happy End, BLB Verlag, Marienheide 2018, ISBN 978-3-95568-269-9.
- mit Iris Voß: Advent, Advent – die Hütte brennt!, BLB Verlag, Marienheide 2019, ISBN 978-3-95568-286-6.
- mit Iris Voß: Advent, Advent … und jeder rennt!, BLB Verlag, Marienheide 2020, ISBN 978-3-95568-368-9.